# Аркейдия (Калифорния)
Аркейдия (англ. Arcadia) — город в округе Лос-Анджелес, штат Калифорния, расположенный в районе гор Сан-Габриель в 21-м километре северо-восточнее Лос-Анджелеса. Аркейдия, наряду с Темпл-Сити, Роузмидом, Монтерей-Парком, Сан-Марино и Сан-Габриэлем, составляет в этом районе шестерку городов с постоянно растущей долей азиатского населения. По данным переписи 2000 года численность населения в городе составила 53 248 человек. К 2005 году эта цифра увеличилась до 56 565. Своё название город получил по греческому ному Аркадия.

## История

### Период тонгва
История Аркейдии начинается более трёх тысяч лет назад, когда на территории современного округа Лос-Анджелес обитали индейцы племени тонгва. Их нечеткие границы простирались от гор Сан-Габриель на севере, до современного месторасположения города Лонг-Бич на юге, до острова Санта-Каталина на западе и до округа нынешнего округа Сан-Бернардино на востоке. Тонгва сохранились до наших дней: они проживают на территории Лос-Анджелеса, а также в различных общинах.

### Период ранчо

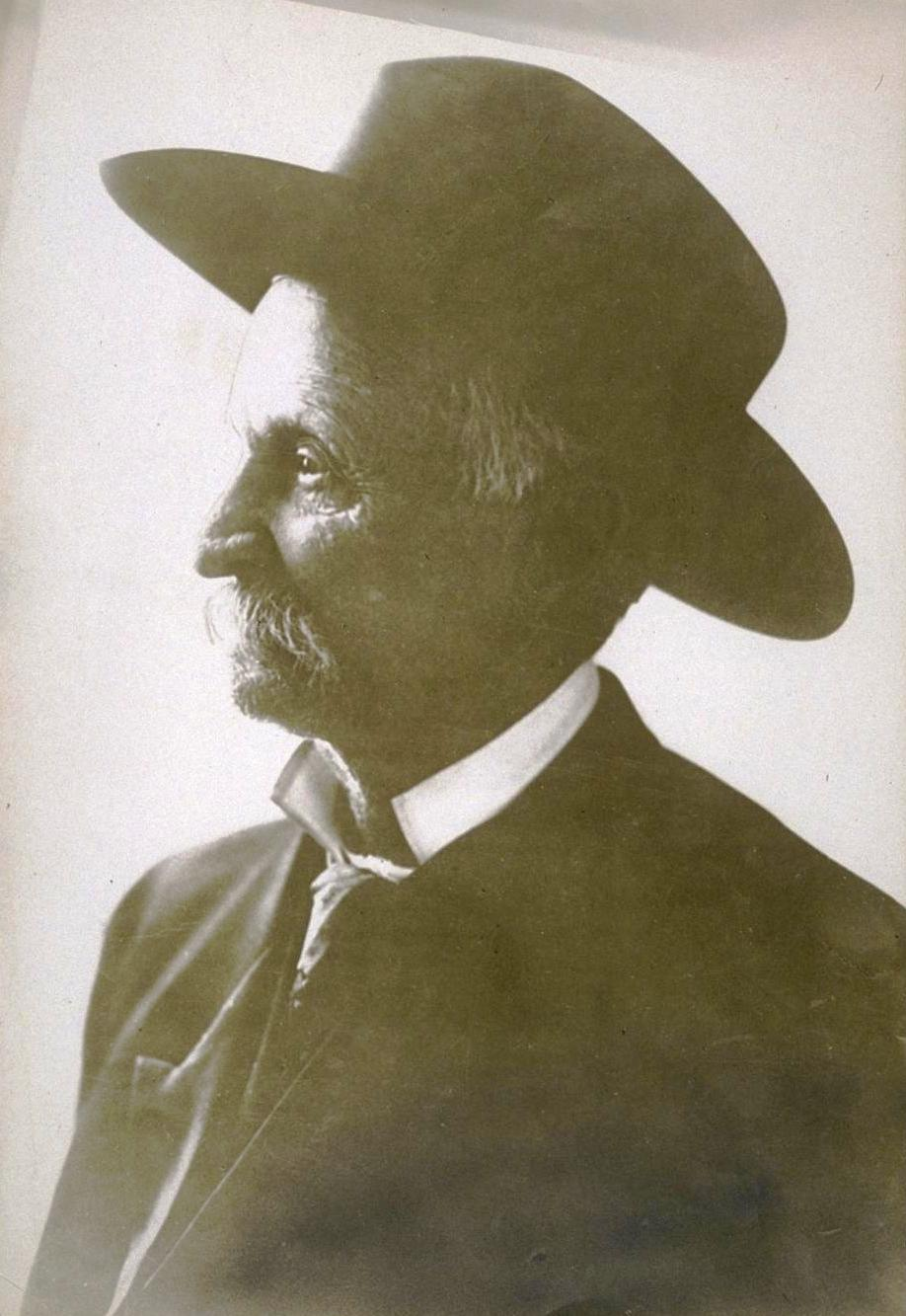
Элиас Джексон «Lucky» Болдуин

Позже эта местность стала частью ранчо Санта-Анита и перешла в собственность Клаудио Лопеза. В 1839 году большой участок этого ранчо вместе с современной территорией Аркейдии был продан иммигранту из Шотландии Хьюго Рейду.
После Рейда эта земля сменила нескольких владельцев, пока не попала в руки Элиаса Джексона Болдуина по прозвищу «Lucky» в 1875 году. Он приобрел 32 км² ранчо Санта-Анита за 200 тысяч долларов. После приобретения Болдуин начал в этом районе массовую застройку зданиями, а также культивацию земель для сельского хозяйства под сады и ранчо.
В 1885 году через ранчо была проложена железная дорога Санта-Фе, основным акционером строительства которой был Болдуин. В 1889-м землевладелец открывает отель «Оквуд» с 35-ю номерами, который впоследствии станет центром будущего города.

### Превращение в город

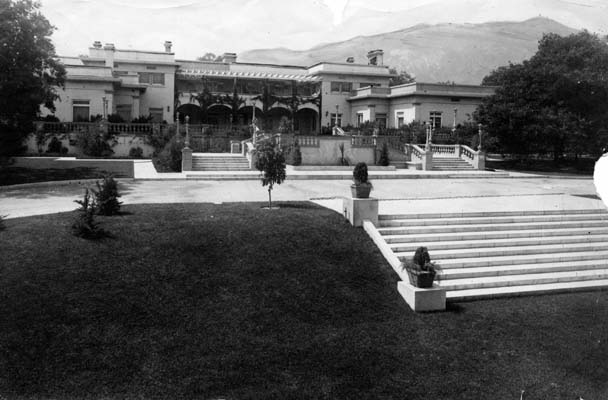
Поместье Аниты Болдуин, дочери «Lucky» Болдуина

К XX веку Аркейдия продолжала развиваться. Её население приблизилось к пятистам. Болдуин наблюдал за расцветом своего поселения и, как только Аркейдия получила статус города в 1903 году, стал его первым мэром. Экономика города все больше становилась направлена на спортивный, развлекательный и игорный бизнес (к примеру, был построен ипподром «Санта-Анита»).

### Военное время

#### Первая мировая война
Во время Первой мировой войны в Аркейдии располагалась Американская военно-полевая школа воздушных шаров Росса (англ. U.S. Army's Ross Field Balloon School), где солдат учили при помощи воздушных шаров видеть действия противника.

#### Вторая мировая война

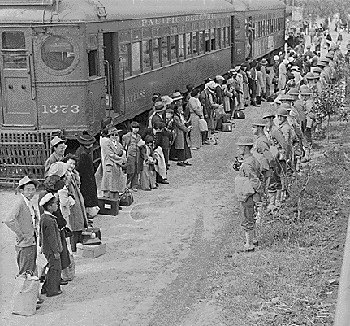
Интернированные японцы прибыли в лагерь на месте ипподрома Санта-Аниты

Во время Второй мировой войны согласно Чрезвычайному указу № 9066 президента Франклина Рузвельта городской ипподром был превращен в лагерь для интернированных японцев. На территории ипподрома было выстроено более 400 бараков для содержания японцев.
Лагерь просуществовал до конца октября 1943 года, после чего интернированных было решено отправить в центр страны: в Вайоминг, Юту и в долину Оуэнс.

### Послевоенный период
Во второй половине XX века Аркейдию охватил строительный «бум». Город быстро застраивался новыми жилищами, благодаря, в основном, своем выгодному статусу пригорода Пасадины.

## География
Расположенный к северо-востоку от Лос-Анджелеса, город Аркейдия окружен шестью городами: Пасадиной, Сьерра-Мадре, Эль-Монте, Ирвиндейл, Монровия и Темпл-Сити. Площадь составляет 28,8 км².

## Демография
Согласно данным 2008 года, численность населения в городе составила 57 744 человека. Плотность населения равна 1 865,6 человек на км². Расовый состав получился следующим: 45,58 % белых, 1,13 % афроамериканцев, 0,25 % коренных американцев, 45,41 % азиатов, 0,08 % жителей тихоокеанских островов, 10,61 % латиноамериканцев, 4,16 % других рас.

## Города-побратимы
- Ньюкасл